# A1 Ethniki 2009-10
La A1 Ethniki 2009-2010 fue la 70.ª edición de la A1 Ethniki, la máxima competición griega de baloncesto.El Panathinaikos BC se proclamó campeón de liga al derrotar en la final por 3-1 al Olimpiakos BC.

## Equipos

### Clasificación Liga regular
| Pos | Equipo        | Pts. | J  | G  | P  | PF   | PC   | Clasificación          |
| --- | ------------- | ---- | -- | -- | -- | ---- | ---- | ---------------------- |
| 1.  | Panathinaikos | 51   | 26 | 25 | 1  | 2297 | 1748 | playoff                |
| 2.  | Olympiacos    | 49   | 26 | 23 | 3  | 2355 | 1925 | playoff                |
| 3.  | Maroussi      | 45   | 26 | 19 | 7  | 2002 | 1823 | playoff                |
| 4.  | Panellinios   | 41   | 26 | 15 | 11 | 2022 | 1935 | playoff                |
| 5.  | PAOK          | 41   | 26 | 15 | 11 | 1999 | 1883 | playoff                |
| 6.  | Kolossus      | 40   | 26 | 14 | 12 | 1877 | 1907 | playoff                |
| 7.  | Aris          | 38   | 26 | 12 | 14 | 1887 | 1886 | playoff                |
| 8.  | Panionios     | 38   | 26 | 12 | 14 | 1930 | 1959 | playoff                |
| 9.  | Peristeri     | 38   | 26 | 12 | 14 | 1957 | 2036 |                        |
| 10. | AEK           | 35   | 26 | 9  | 17 | 1836 | 2032 |                        |
| 11. | Kavala        | 34   | 26 | 8  | 18 | 1888 | 2021 |                        |
| 12. | Ilissiakos    | 33   | 26 | 7  | 19 | 1843 | 2018 |                        |
| 13. | Trikala       | 33   | 26 | 7  | 19 | 1916 | 2137 | Desciende a A2 Ethniki |
| 14. | Olympia       | 30   | 26 | 4  | 22 | 1745 | 2137 | Desciende a A2 Ethniki |

J = Partidos Jugados; G = Partidos Ganados; P = Partidos perdidos; PF = Puntos a favor; PC = Puntos en contra
|  | Clasifiacados para Playoffs |
|  | Descienden a A2 Ethniki     |

## Play Off
Equipos en cursiva tienen el factor cancha. Los números de la izquierda representan la clasificación obtenida en la fase regular.
|  | Cuartos de final    | Cuartos de final    |               |                 | Semifinales         | Semifinales         |  |                 | Final               | Final               |  |
|  | Mejor de 3 partidos | Mejor de 3 partidos |               |                 | Mejor de 5 partidos | Mejor de 5 partidos |  |                 | Mejor de 5 partidos | Mejor de 5 partidos |  |
|  |                     |                     |               |                 |                     |                     |  |                 |                     |                     |  |
|  |                     |                     |               |                 |                     |                     |  |                 |                     |                     |  |
|  | 1 Panathinaikos     | 2                   |               |                 |                     |                     |  |                 |                     |                     |  |
|  | 1 Panathinaikos     | 2                   |               |                 |                     |                     |  |                 |                     |                     |  |
|  | 8 Panionios         | 0                   |               |                 |                     |                     |  |                 |                     |                     |  |
|  | 8 Panionios         | 0                   |               | 1 Panathinaikos | 3                   |                     |  |                 |                     |                     |  |
|  |                     |                     |               | 1 Panathinaikos | 3                   |                     |  |                 |                     |                     |  |
|  |                     |                     | 4 Panellinios | 0               |                     |                     |  |                 |                     |                     |  |
|  | 4 Panellinios       | 2                   | 4 Panellinios | 0               |                     |                     |  |                 |                     |                     |  |
|  | 4 Panellinios       | 2                   |               |                 |                     |                     |  |                 |                     |                     |  |
|  | 5 PAOK              | 0                   |               |                 |                     |                     |  |                 |                     |                     |  |
|  | 5 PAOK              | 0                   |               |                 |                     |                     |  | 1 Panathinaikos | 3                   |                     |  |
|  |                     |                     |               |                 |                     |                     |  | 1 Panathinaikos | 3                   |                     |  |
|  |                     |                     | 2 Olympiakos  | 1               |                     |                     |  |                 |                     |                     |  |
|  | 2 Olympiakos        | 2                   | 2 Olympiakos  | 1               |                     |                     |  |                 |                     |                     |  |
|  | 2 Olympiakos        | 2                   |               |                 |                     |                     |  |                 |                     |                     |  |
|  | 7 Aris              | 0                   |               |                 |                     |                     |  |                 |                     |                     |  |
|  | 7 Aris              | 0                   |               | 2 Olympiakos    | 3                   |                     |  |                 |                     |                     |  |
|  |                     |                     |               | 2 Olympiakos    | 3                   |                     |  |                 |                     |                     |  |
|  |                     |                     | 3 Maroussi    | 0               |                     |                     |  |                 |                     |                     |  |
|  | 3 Maroussi          | 2                   | 3 Maroussi    | 0               |                     |                     |  |                 |                     |                     |  |
|  | 3 Maroussi          | 2                   |               |                 |                     |                     |  |                 |                     |                     |  |
|  | 6 Kolossus          | 0                   |               |                 |                     |                     |  |                 |                     |                     |  |
|  | 6 Kolossus          | 0                   |               |                 |                     |                     |  |                 |                     |                     |  |
|  |                     |                     |               |                 |                     |                     |  |                 |                     |                     |  |

| Campeón de la A1 Ethniki 2009-10       |
| -------------------------------------- |
| Panathinaikos BC Vigesimonoveno título |

## Clasificación final
| Posición | Equipo        | Partidos | Victorias | Derrotas |
| -------- | ------------- | -------- | --------- | -------- |
| 1.       | Panathinaikos | 35       | 33        | 2        |
| 2.       | Olympiacos    | 35       | 29        | 6        |
| 3.       | Maroussi      | 36       | 24        | 12       |
| 4.       | Panellinios   | 36       | 19        | 17       |
| 5.       | PAOK          | 28       | 15        | 13       |
| 6.       | Kolossus      | 28       | 14        | 14       |
| 7.       | Aris          | 28       | 12        | 16       |
| 8.       | Panionios     | 28       | 12        | 16       |
| 9.       | Peristeri     | 26       | 12        | 14       |
| 10.      | AEK           | 26       | 9         | 17       |
| 11.      | Kavala        | 26       | 8         | 18       |
| 12.      | Ilisiakos     | 26       | 7         | 19       |
| 13.      | Trikala       | 26       | 7         | 19       |
| 14.      | Olympia       | 26       | 4         | 22       |

|  | Clasificados a Euroliga |
|  | Clasificados a Eurocup  |
|  | Descienden a A2 Ethniki |

## Nominaciones

### Quinteto ideal de la temporada
| Position | Player               | Team          |
| -------- | -------------------- | ------------- |
| B        | Dimitris Diamantidis | Panathinaikos |
| E        | Drew Nicholas        | Panathinaikos |
| A        | Josh Childress       | Olympiacos    |
| AP       | Kostas Kaimakoglou   | Maroussi      |
| P        | Mike Batiste         | Panathinaikos |

### MVP de la Liga
| Posición | Jugador      | Equipo        |
| -------- | ------------ | ------------- |
| Pívot    | Mike Batiste | Panathinaikos |

### MVPde la Final
| Posición | Jugador      | Equipo        |
| -------- | ------------ | ------------- |
| Pívot    | Mike Batiste | Panathinaikos |

### Mejor jugador joven
| Posición | Jugador      | Equipo   |
| -------- | ------------ | -------- |
| Escolta  | Nikos Pappas | Kolossus |

### Mejor entrenador
| Entrenador        | Equipo   |
| ----------------- | -------- |
| Giorgos Bartzokas | Maroussi |